# 紅牆系列小說
《紅牆》（英語：Redwall）是一系列由布萊恩·傑克斯創作的長篇兒童奇幻小說。其名稱源自系列中於1986出版的第一本書名，書中場景之一的修道院即名為「紅牆」。本系列中的三本小說（《紅牆》、《麥特謬》及《戰士馬丁》）亦曾被改編為同名的動畫電視劇並於1999年播出。《紅牆》系列的書籍主要以兒童讀者為導向，其出版物包括了22本小說以及2本繪本；其中，最後亦即第22本小說是在作者死後才於2011年5月3日出版。